# 阿伊努文化
阿伊努文化（アイヌ文化），又译为爱努文化，是阿伊努人在从13世纪左右（镰仓时代后期）开始至今的整个历史中创造的文化。如今，由于日本同化政策的影响，大多数日本阿伊努人的日常生活表面上与日本和人相似。然而，尽管有部分阿伊努人隐藏了自己的民族身份，但阿伊努人的民族意识在这一血统的人们中仍然存在。阿伊努人的生活方式被尊称为アイヌプリ，独特的阿伊努图案（アイヌ文様）以及口头文学（口承文学）已被选入北海道遗产。阿伊努人拥有自己的宗教，不过如今很多阿伊努人信仰佛教。